# Géopolitique des espaces maritimes
La géopolitique des espaces maritimes est l'étude des océans et des mers en tant que territoires dominés, partagés ou disputés par les États pour des questions de prestige, de domination ou d'exploitation économique.
Les espaces maritimes couvrent 71 % de la planète Terre, soit 361 millions de km2. Ils sont depuis des millénaires des lieux de circulation, de contact, d’échanges et de conflit. Mais avec la mondialisation due aux révolutions technologiques et à l’ouverture des frontières au libre-échange, et avec la découverte et l’exploitation croissante des ressources océaniques, dans le cadre d’un monde multipolaire, les espaces maritimes sont plus que jamais au cœur des convoitises et des jeux de puissance.
La géopolitique des espaces maritimes est un sujet d'étude relativement récent en France. Le premier ouvrage paru à ce sujet semble être Le sixième continent, géopolitique des océans de Pierre Papon en 1996. Depuis cette date, d'autres études ont été publiées, mais le sujet reste en marge des ouvrages des géopolitologues populaires (Yves Lacoste, Pascal Boniface ou Jean-Christophe Victor).

## Appropriation du domaine maritime
Les espaces maritimes sont répartis entre océans (larges espaces ouverts) et mers (espaces plus limités, plus ou moins fermés). Cinq océans constituent l’essentiel des espaces maritimes, à commencer par le Pacifique (50 %), suivi de l’Atlantique (30 %). L’ensemble de ces espaces a été l’objet d’une appropriation progressive par les États dans le cadre de négociations internationales relativement récentes, et en évolution constante.

### Premières étapes de l'appropriation des espaces maritimes
Le droit de la mer a été principalement établi lors de la conférence internationale de Montego Bay (1973-1982) qui a abouti à la signature de la Convention des Nations Unies sur le Droit de la Mer (CNUDM ou UNCLOS) en 1982, entrée en vigueur en 1994. Cette convention complétait ou remplaçait les conventions de Genève signées en 1958.
L'idée de droit de la mer est née au XVIIe siècle. Il s’est surtout développé à partir du XIXe siècle entre grandes puissances. On distinguait alors les « eaux territoriales », proches des côtes des États riverains, et la haute mer où la circulation devait être libre. Ce principe de « liberté des mers » a été réaffirmé avec force par les présidents américains au moment des deux guerres mondiales (Wilson et ses 14 points en 1918, Roosevelt dans le cadre de la Charte de l’Atlantique élaborée avec Churchill en 1941). C’est sur cette base qu’ont été négociées les conventions de Genève.
Mais avec la découverte de nouvelles ressources maritimes, avec l’industrialisation de la pêche, et avec les revendications maritimes des États issus de la décolonisation, de nouvelles négociations ont été nécessaires. La convention de 1982 a été signée ou ratifiée par de nombreux États, mais pas par tous (parmi ceux qui ont refusé, il y a entre autres les États-Unis, Israël, la Turquie, la Syrie, le Venezuela), mais elle est largement appliquée dans ses grands principes. En particulier elle définit plusieurs zones en fonction du droit des États à y exercer tout ou partie de leur souveraineté. Elle a également mis en place un Tribunal International du Droit de la Mer (TIDM ou ITLOS, Hambourg) qui tranche les différends entre États signataires. Elle a aussi reconnu les fonds marins comme bien commun de l’humanité, gérés par l’Autorité Internationale des Fonds Marins (AIFM ou ISA).

### Zonage juridique des espaces maritimes

Les zones maritimes du droit international de la mer.

La Convention de 1982 a complété le zonage de la mer. Le droit international distingue :
- les eaux intérieures (baies, rades, estuaires), notion étendue entre les îles proches des États insulaires ou archipélagiques (Japon, Philippines, Indonésie, etc.).
- La mer territoriale : zone depuis la ligne de base de l'État jusqu'à 12 milles nautiques (maximum, soit 22 km) de l’État riverain : souveraineté complète mais libre « droit de passage inoffensif » pour les navires commerciaux et militaires.
- La zone contiguë : de 12 à 24 milles soit 44 km (souveraineté partielle : sécurité, répression des trafics, droit de poursuite, etc.)
- La Zone économique exclusive (ZEE) : depuis la ligne de base de l'État jusqu'à 200 milles (370 km). Liberté totale de navigation, mais exploitation économique réglementée par l’État riverain (eaux, fonds, sous-sol).

Une extension de la ZEE est possible de 200 à 350 milles, à condition que les fonds marins soit un plateau continental. Les États étaient autorisés à demander l’extension jusqu’en 2009, en déposant un dossier scientifique auprès de la Commission des limites du plateau continental (CLPC ou CLCS) créée pour l’occasion et siégeant à l’ONU. On distingue en effet les plateaux continentaux (28 millions de km²) des plaines et fosses abyssales.
Au-delà de ces zones, la haute mer n’appartient à personne, elle représentait 64 % de la surface maritimes, mais diminue sous l’effet de l’extension des domaines maritimes dans le cadre des plateaux continentaux.
Les détroits, entièrement inclus dans les eaux territoriales d’un pays, ou l’accès aux ports font l’objet d’un statut international particulier de libre-circulation sécurisée.

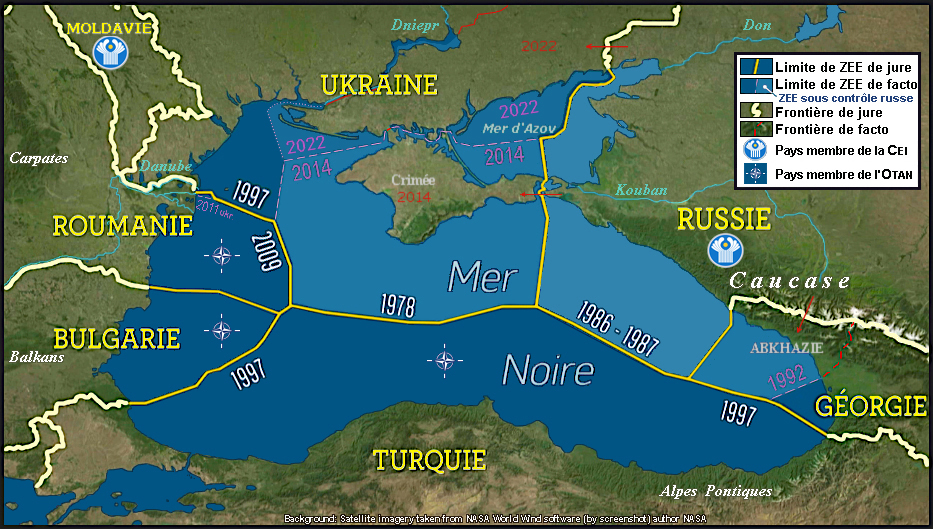
Un exemple : partage de la mer Noire entre les zones économiques exclusives des pays riverains (avec les dates des accords de jure, et les modifications de facto).

Dans ce cadre le plus vaste domaine maritime est celui des États-Unis, suivi par la France avec plus de 11 millions de km2, de véritables coffres-forts. 150 États environ ont des débouchés maritimes alors que 45 n’en ont pas (ils doivent parfois négocier avec leurs voisins l’accès à la mer).

### « Course à la mer »
La division de l’espace maritime a entraîné une course à la mer, des tensions et des conflits entre États voisins, lorsqu’il s’est agi de déterminer les frontières maritimes exactes. Parmi les tensions les plus vives, on trouve celles qui opposent la Chine, qui a de très larges prétentions sur un ensemble d’archipels en mers de Chine orientale et méridionale, à ses voisins, le Japon, Taïwan, le Viêt Nam, les Philippines. On compte environ 70 conflits pour la définition exacte des zones maritimes et l’attribution d’îlots, habités ou non.
La plupart de ces conflits font l’objet de négociations qui aboutissent à des accords, ou pas.
Par exemple, dès 1969, la cour internationale de justice a statué sur les Z.E.E. en mer du Nord entre Allemagne, Danemark, Pays-Bas et Royaume-Uni, qui ont signé des accords en 1971.

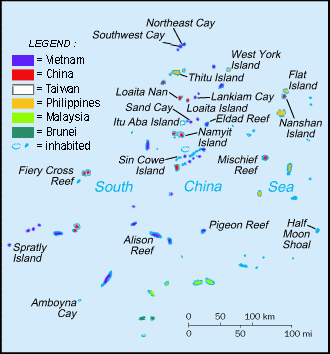
L'occupation des îles Spratleys en 2020.

En 2010, un accord a réglé le différend entre la Russie et la Norvège concernant la mer de Barents. Parmi les conflits en cours : entre l’Argentine et le Royaume-Uni dans l'Atlantique sud, entre Israël et le Liban en Méditerranée, entre la Russie et ses voisins ukrainien et géorgien en mer Noire.
Certaines tensions se prolongent et pourraient déboucher sur des conflits armés, comme les revendications de souveraineté en mer de Chine méridionale où les îles Spratleys sont occupées par six puissances rivales qui, chacune, revendique tout l'archipel : la Chine communiste, la Chine nationaliste (Taïwan), le Viet Nam, la Malaisie, Brunei et les Philippines.

### Militarisation des espaces maritimes
L’accès aux ressources, le contrôle des routes maritimes, la capacité à défendre ses droits passent par la possibilité de mettre des navires militaires sur l’eau.
Connu depuis longtemps par les Européens, cet aspect de la puissance a été révélé aux États-Unis par le best-seller du capitaine Alfred T. Mahan dans The influence of sea power upon history, 1660-1783, publié en 1890 et démontrant que pour assurer sa puissance sur terre, et surtout sa prospérité économique, il vaut mieux être un État puissant sur la mer. À cette époque la Grande-Bretagne dominait les mers, mais d’autres puissances maritimes existaient (la France) ou commençaient à se développer (Allemagne, États-Unis, Russie, Japon). Une partie décisive des deux guerres mondiales s’est jouée sur les océans.
- marines de haute-mer (Blue-water navy)
- marines littorales (Green-water navy)

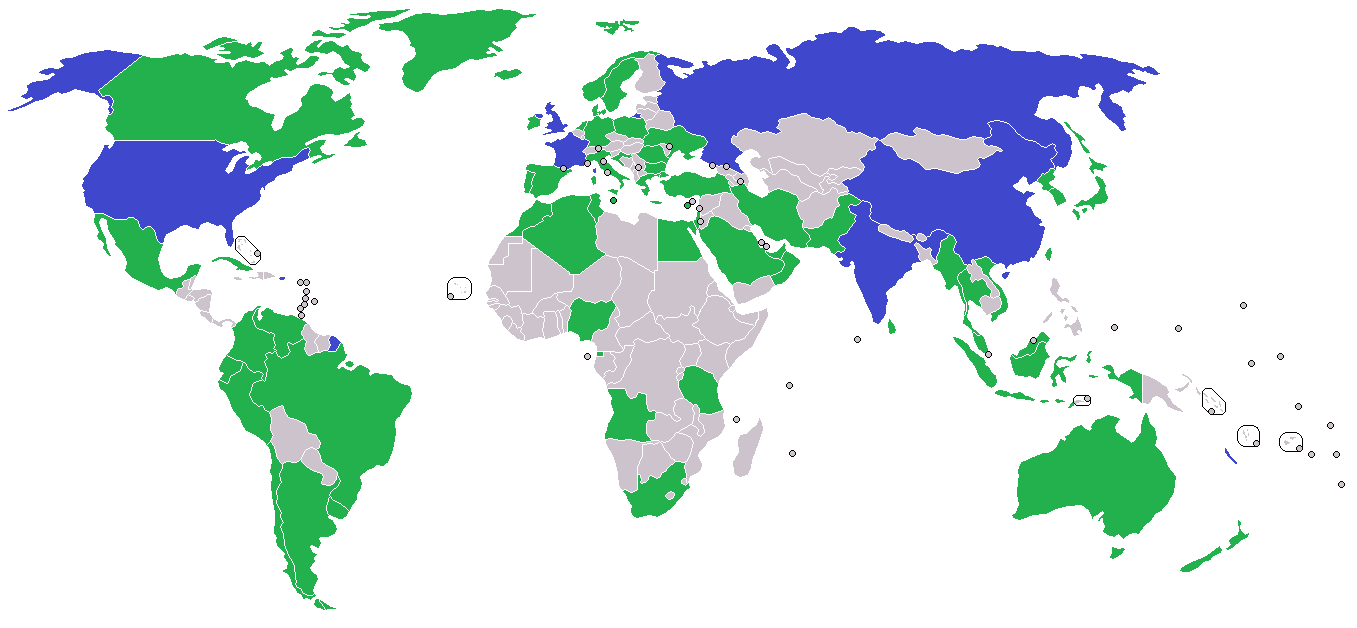
Pays disposant d'une marine de guerre dont les
marines de haute-mer (Blue-water navy) et les
marines littorales (Green-water navy)

Aujourd’hui, la puissance maritime d’un pays est liée à l’importance de sa flotte de guerre, mais aussi au réseau de bases militaires navales dans le monde (sur son territoire ou dans un autre État selon un accord spécifique), ou encore à la capacité de surveillance permanente grâce aux radars, aux hélicoptères et avions de surveillance et aux satellites.
Dix États ont 84 % des forces maritimes mondiales, ce qui demande un budget considérable pour la fabrication et l’entretien. Mais c’est un élément essentiel de la puissance. La domination est assurée par les porte-avions, supports ou bases d’opérations militaires projetées (avec missiles nucléaire longue portée), et par les sous-marins nucléaires.
Les États-Unis dominent de loin, avec leurs six flottes dont 20 porte-avions et hélicoptères, 70 sous-marins nucléaires, de nombreux sous-marins classiques, et leur impressionnant réseau de bases. Ils sont les gendarmes des mers, et réorganisent leur présence dans le monde en fonction des évolutions, en particulier la montée en puissance de la Chine. La Chine s'est lancée dans un programme ambitieux d'accroissement de ses forces navales, avec l'acquisition et la construction de sous-marins et de porte-aéronefs, et la constitution d'un réseau de bases depuis son territoire jusqu'au Golfe persique, le « collier de perles ».
Les États-Unis sont suivis par la Russie (1 porte-avion, 37 sous-marins nucléaires), le Royaume-Uni (11 sous-marins nucléaires), la Chine (6 sous-marins nucléaires et des porte-avions en construction), le Japon, la France (un porte-avion, 10 sous-marins nucléaires), mais aussi l’Inde, le Brésil, Taïwan, la Turquie, la Corée du Sud, le Pakistan, l’Iran.
La France est particulièrement présente en Méditerranée, dans l’Océan indien et dans l’Atlantique. Elle a plusieurs bases, liées à son ancien empire colonial. En 2009, une nouvelle base française a été inaugurée dans le golfe persique, aux Émirats arabes unis (Abu Dhabi).
Le but est d’abord de montrer sa puissance, de faire peur ou pression (Si vis pacem, para bellum), d’assurer la sécurité des routes maritimes commerciales (zones de piraterie, trafics illégaux, menaces de certains États), d’accomplir des missions humanitaires, de poursuivre les pollueurs, voire de faire la guerre .
Le golfe d'Aden est aujourd'hui le lieu où toutes ces forces militaires navales se montrent, s'observent, se jaugent. La piraterie somalienne a été l'opportunité d'un déploiement international de la puissance maritime (présence des Américains, des Européens (opération Atalante), des Russes, des Chinois, des Japonais qui ont établi une base à Djibouti, etc.).

## Circulation
La mer est un espace de circulation et de contacts depuis les temps les plus anciens. Les contacts pouvaient être commerciaux, culturels ou guerriers. Pendant des siècles, la circulation sur cet espace a été réglée par la « liberté des mers », c’est-à-dire la loi du plus fort. Mais aujourd’hui, il existe des règles multiples établies au niveau international pour gérer cette circulation. L’Organisation maritime internationale (O.M.I.) créée en 1947, siégeant à Londres, est chargée de réglementer la navigation, en particulier à travers des normes de sécurité s’appliquant soit à la construction, soit à la circulation.

### Principes de la circulation maritime de nature commerciale
La circulation sur les mers est moins entravée que celle sur terre (montagnes, frontières, fleuves, etc.), mais peut être dangereuse (tempêtes, écueils, pirates, terroristes). Elle est préférable pour les matières premières et les pondéreux ou les grandes quantités, et pour les longues distances, son coût étant inférieur du fait de la capacité de transport des bateaux, supérieure aux autres moyens de transport : le coût du transport maritime représente environ 2 % du coût total d’un produit manufacturé et 8 % du prix des produits pétroliers. En 40 ans le trafic a été multiplié par 3 (source à retrouver) ou par 4 (manuel Nathan) et concerne 80 % à 90 % des échanges de marchandises : 80 %. Ils se font dans des navires-citernes (pétroliers, méthaniers et chimiquiers), des vraquiers (minéraliers) ou sur des porte-conteneurs.
Les navires appartiennent à des compagnies privées largement mondialisées. Leurs propriétaires sont dits armateurs. Les bateaux doivent être immatriculés dans un pays. On dit qu’ils « battent pavillon » de ce pays. De nombreux navires sont enregistrés dans des États qui les taxent et les contrôlent peu (Panama, Liberia, Îles Marshall, Bahamas, etc.). On parle alors de « pavillons de complaisance ».
L’embauche des équipages qui conduisent les navires est largement mondialisée, avec des pays spécialisés dans la formation d’équipages à bas coût (Russie, Philippines, etc.). Les armateurs louent leurs navires, on dit qu’ils les affrètent. Les affréteurs sont ceux qui louent les navires pour transporter des marchandises.
Cependant les compagnies de porte-conteneurs possèdent les navires et louent des emplacements de conteneurs ; elles sont donc à la fois armateurs et affréteurs.
Les cinq premiers opérateurs du transport maritime par conteneurs contrôlent 37 % du trafic : Maersk (CPH), MSC (Genève), CMA-CGM (Marseille), Evergreen Line (Taipei), APL (Singapour).
Le cas du Probo Koala illustre bien la mondialisation du commerce maritime, c’était en 2006 : vraquier possédé par un armateur grec, battant pavillon panaméen, conduit par un équipage russe, affrété par la filiale néerlandaise d’une société suisse basée à Londres pour le compte d’actionnaires enregistrés à Jersey et aux Bermudes et dirigée par deux Français. Le bateau était chargé de déchets toxiques qu'il est allé décharger à Abidjan (Côte d’Ivoire), empoisonnant des riverains.

### Grandes routes maritimes
La principale circulation maritime est celle des navires de marchandises impliqués dans les échanges internationaux. On trouve aussi sur les mers des navires de pêche, des navires de guerre, des navires de passagers et des navires de plaisance. Chaque type d’activité a sa logique de circulation. L’un des facteurs de la géographie des routes maritimes est bien sûr la forme des mers et des continents, mais il y a d’autres facteurs :
- les bateaux de pêche se déplacent en fonction des bancs de poissons. Dans la mesure où la pêche est réglementée dans les eaux territoriales et les Z.E.E., la présence de bateaux de pêche peut devenir un problème géostratégique.
- Les navires de guerre ont des missions à remplir qui entraînent des trajets spécifiques. Évidemment, ils ne peuvent entrer dans les eaux territoriales d’un autre pays sans l’accord de cet État. Toute violation de ce principe entraîne une crise diplomatique et géopolitique.
- Les navires de passagers, et les ferries, suivent des trajets précis, réguliers et réglementés.
- Les déplacements des navires de croisière et de plaisance sont liés à des logiques touristiques et sportives et disposent d’un réseau de port particulier.
- Les navires de marchandises suivent des routes bien définies qui relient au plus court les ports d’approvisionnement aux ports de livraison. Les ports d’approvisionnement sont essentiellement les ports pétroliers, miniers et les lieux de fabrication ou d’assemblage des pièces détachées et des produits manufacturés. Les ports de livraison sont surtout les grands ports des pays développés. Il existe aussi des ports-pivots (hub en anglais) ou de redistribution, qui sont des lieux carrefours où l’on passe du transport de longue distance à des trajets plus courts (ex : Singapour). On emploie aussi l’expression feedering.

Ainsi on peut dessiner une carte des « autoroutes de la mer » reliant les grandes façades maritimes : depuis l’Europe du Nord, une route maritime part de la Northern range (du port de Rotterdam en particulier), passe par la Manche puis se divise en deux branches, l’une vers les États-Unis, l’autre vers le sud de l’Europe. De là, une route passe le détroit de Gibraltar, traverse la Méditerranée jusqu’au canal de Suez, suit la mer Rouge et rejoint l’océan Indien où elle rejoint la route qui contourne le continent africain (pour relier les ports de ce continent ou pour des navires qui ne pourraient pas passer par Suez). Une branche spécifique va vers le golfe Arabo-persique pour le pétrole. Et la route se poursuit vers l’Asie de l’Est, passe par le détroit de Malacca, remonte les mers de Chine, le long de la côte chinoise, longe le sud du Japon, et traverse le Pacifique nord vers les États-Unis. Elle rejoint la route de l’Atlantique nord via le canal de Panama. Des branches secondaires vont vers le Brésil et l’Argentine d’un côté, le Chili de l’autre, en Asie vers l’Australie, en Europe vers la Baltique ou la mer Noire, etc.
Avec le réchauffement climatique, une nouvelle perspective s’ouvre : les échanges entre océans Atlantique et Pacifique par l’océan Arctique deviennent possibles soit en longeant la côte russe, soit par le passage du Nord-Ouest dans le grand Nord canadien.
La façade maritime asiatique représente 40 % du trafic mondial en tonnage, avec 9 des 10 premiers ports.

### Points de passage stratégiques
Certains lieux sur la planète ont une place particulière dans la circulation maritime : ce sont d’abord les détroits naturels qui permettent de passer d’une mer à l’autre. Ils sont plus ou moins larges et plus ou moins profonds, ce qui implique parfois une circulation dangereuse. Lorsque leur largeur est inférieure à 24 milles nautiques, ils sont sous le contrôle des pays riverains. Ils ont pu faire l’objet d’accords spécifiques (ex : 1936, convention de Montreux pour le passage des détroits turcs, Bosphore et Dardanelles). Le principe général est le droit de passage en « transit continu et rapide ». On peut lister les principaux « verrous maritimes » : Gibraltar, le pas de Calais, le Sund, le Bosphore et les Dardanelles, Bab-el-Mandeb, Ormuz, le canal du Mozambique, Malacca, la Sonde, etc.
Ces zones peuvent être dangereuses pour les bateaux du fait de l’intensité du trafic maritime qui peut provoquer des collisions. Par exemple au niveau du pas de Calais : trafic majeur entre la mer du Nord et la Manche, en particulier commercial (le deuxième passage le plus emprunté au monde) ; trafic passager de la France à la Grande-Bretagne (Calais - Douvres) ; et pêcheurs qui suivent les poissons. Un dispositif de séparation du trafic a été créé : deux couloirs de navigation ou « rails » canalisent la circulation, l’un vers la mer du Nord, contrôlé par la France, l’autre vers l’Atlantique, contrôlé par le Royaume-Uni.
Certains caps peuvent aussi être stratégiques, comme Bonne-Espérance.
Il y a aussi les deux canaux qui permettent de franchir des isthmes et évitent le contournement de continents entiers : Suez (ouvert en 1869) et Panama (1914). Ce sont deux lieux d’une importance géostratégique majeure. Le canal de Panama a été construit sous contrôle des États-Unis qui avait acquis la zone au Panama, finalement rétrocédée en 1999. Il est en cours d’élargissement depuis 2006.
Le canal de Suez a un statut particulier et une histoire mouvementée. Construit par une compagnie française, puis géré par un consortium franco-britannique il est resté sous contrôle européen jusqu’à sa nationalisation par le président égyptien Nasser en 1956 provoquant une crise internationale forte, dans le cadre de la guerre froide. Il fut ensuite fermé de 1967 à 1975. Sa situation près d’Israël et le fait qu’il se situe sur une route majeure pour le pétrole et les marchandises en font un lieu hautement géostratégique.

### Câbles sous-marins
De grands câbles sous-marins permettent les télécommunications. Le premier câble télégraphique fut posé entre 1850 et 1852 sous la Manche pour relier Paris et Londres par le télégraphe. Le premier câble transatlantique date de 1858. Puis en 1870-71, Londres fut relié à l’Inde, à Hong-Kong et à l’Australie. Au télégraphe s’ajouta le téléphone à partir de 1891. Depuis le nombre de câbles n’a cessé d’augmenter et les technologies employées d’évoluer (les fibres optiques ont remplacé le métal à partir de 1988). Aujourd’hui, 90 % des télécommunications internationales transitent par ce moyen.

### Tubes sous-marins: oléoducs et gazoducs
Des oléoducs et des gazoducs tapissent le fond de certaines mers comme le gazoduc Greenstream entre la Libye et la Sicile ou Medgaz inauguré en 2011, entre l'Algérie et l'Espagne.

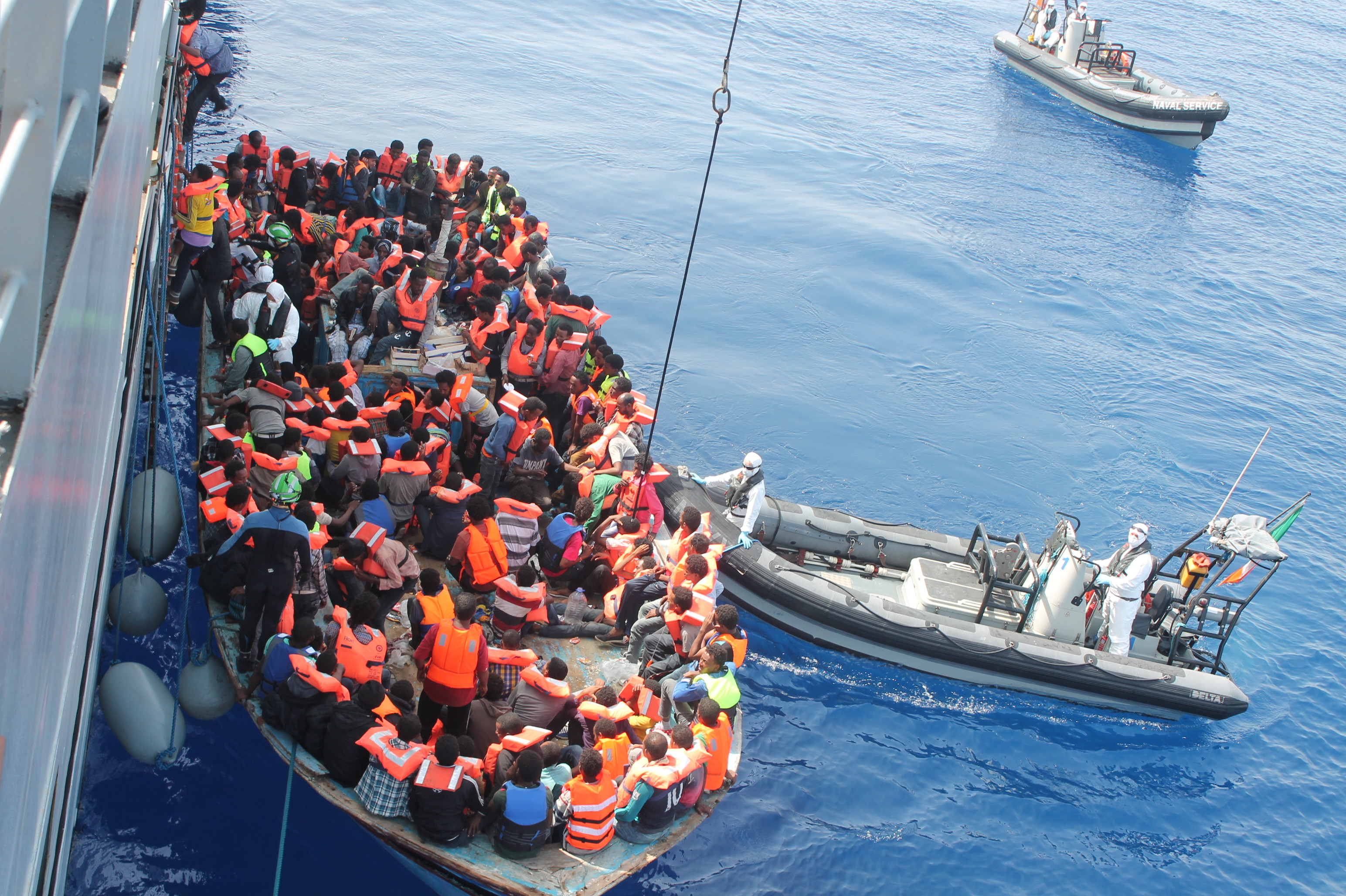
Oléoducs, gazoducs et câbles sous-marins traversent sans danger les espaces maritimes ; ce n'est pas le cas des migrants humains (ici l'opération Triton).

### Immigration par la mer
Phénomène très ancien, l’immigration par la mer a pris un tour nouveau pour l’Europe depuis quelques décennies.
Des réseaux de passeurs sont organisés pour faire payer très cher le passage en Europe par les détroits maritimes (Gibraltar, Tunisie-Lampedusa, Turquie-Grèce) et de plus en plus par des trajets plus longs (Afrique de l’Ouest - Canaries). Des migrants entassés dans des embarcations plus ou moins solides essaient d’échapper aux garde-côtes européens et d’arriver sur les côtes. Mobilisation militaire européenne dans le cadre de l’opération FRONTEX. Et des centaines de morts noyés chaque année.

### Trafics illicites
Les mers et océans sont aussi des lieux de circulation pour les drogues et les armes (interfaces Nord – Sud : les Caraïbes, la Méditerranée, etc.). Et de nombreux paradis fiscaux se trouvent dans des zones insulaires. Il existe en outre l'acheminement de marchandise issues du braconnage : l'ivoire d'éléphant, et autres lieux d’immatriculation des pavillons de complaisance.

### Piraterie
Activité très ancienne, la piraterie avait presque disparu pendant la guerre froide, quand les marines des deux grandes puissances et leurs alliés contrôlaient les mers du monde. Depuis la fin de la guerre froide, l’explosion des échanges maritimes et le délitement de certains États, la piraterie est réapparue et s’est développée, surtout ces quinze dernières années. En particulier au large de la Somalie. Mais aussi dans le Golfe de Guinée contre les plates-formes pétrolières. Et en Asie du Sud-Est.
Ce phénomène, qui a fait la « une » de l’actualité en 2006, a entraîné une militarisation de la zone maritime au large de la Somalie et de la Libye.
Un autre mode de piraterie moderne, de nature économique, est la pêche industrielle illégalement effectuée dans les ZEE par des navires battant pavillon des pays asiatiques, du tiers-monde ou de complaisance. Une surveillance maritime accrue allant jusqu'à la confiscation des navires est exercée par les états victimes.

## Ressources et leur exploitation

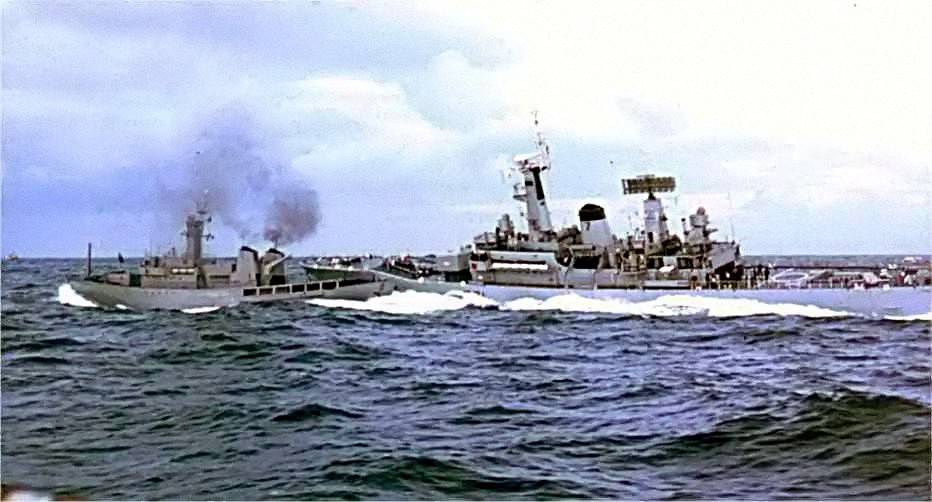
Collision entre le Scylla et l’Óðinn pendant la « guerre de la morue » dans l'Atlantique nord (1958-1976).

### Ressources halieutiques
La pêche est une des principales activités économiques marines, exploitant les ressources biologiques de la mer, poissons et autres catégories.
Elle a existé de tous temps, mais s’est amplifiée au XXe siècle avec l’amélioration des techniques (repérage des bancs par radar et satellite, mécanisation, taille des bateaux et des filets, navires-usines où les poissons sont directement transformés) et avec l’accès pour un plus grand nombre de consommateurs grâce à un meilleur niveau de vie et aux techniques de conservation par la chaîne du froid.
Les ressources sont concentrées dans les eaux peu profondes, et plutôt dans les mers froides. Aujourd’hui, il se consomme 110 millions de tonnes de poisson par an, dont 50 millions issues de l’aquaculture. On compte aussi 90 millions de tonnes pêchées par an, y compris les espèces dites minotières qui servent à fabriquer de la farine pour nourrir les poissons carnivores d’aquaculture comme le saumon. Entre 1950 et 1996, le prélèvement a été multiplié par 5. Il concerne essentiellement les plateaux continentaux (90 %). On est passé de la pêche artisanale à la (sur)pêche industrielle et à la disparition de certaines espèces dans certaines zones, comme le hareng de la Baltique et de la mer du Nord. En conséquence, on a développé l’aquaculture et la pêche s’est déplacée vers le sud de la planète, dans la zone intertropicale et l’hémisphère sud, où les énormes bateaux-usines des pays du nord viennent prélever à la place des pêcheurs traditionnels (Maroc, Mauritanie, Sénégal, etc.).
Les conflits entre pêcheurs et États côtiers sont très nombreux (France-Espagne, Corées).

### Ressources minérales
La mer est riche en ressources minérales. Le sel, exploité au bord des côtes a longtemps été un enjeu stratégique. La découverte d’hydrocarbures et la possibilité de les exploiter a largement contribué à transformer les mers en enjeux frontaliers. L’extraction de métaux précieux reste limitée (diamants au large de la Namibie, or en Alaska, étain en Indonésie).
D’autres ressources ont été découvertes dans les années 1960 : les « terres rares », fonds marins couverts de « nodules polymétalliques », contenant 17 métaux rares utilisés par les hautes technologies (scandium, yttrium, europium, terbium). Mais ils sont surtout situés dans les hauts fonds en zone internationale. L’exploitation de ces ressources porte atteinte à l’environnement.

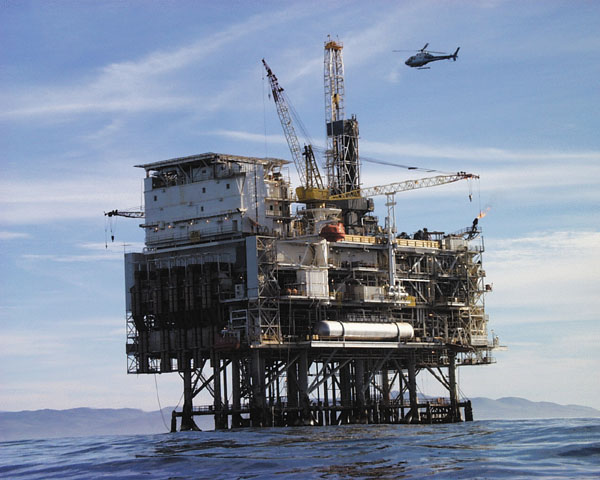
Plate-forme d'exploitation pétrolière au large de la Californie (États-Unis)

### Hydrocarbures: un enjeu majeur
Un tiers de la production mondiale d’hydrocarbures est aujourd’hui offshore, c’est-à-dire prélevée dans le fond des mers. Les réserves offshore sont estimées d'un quart à un tiers des réserves totales.
L’exploitation du pétrole offshore a commencé dans le golfe du Mexique en 1947 et s’est progressivement étendue dans toutes les mers du monde. Par exemple en mer du Nord en 1971. Mais aussi dans le golfe Persique, en mer de Chine, dans le golfe de Guinée, au large du Brésil ou dans l’Arctique. Aujourd’hui, l’exploration est active, et les technologies progressent pour aller chercher toujours plus profond. Les nouvelles découvertes bouleversent la hiérarchie des puissances pétrolières (épuisement pour certaines, nouvelles perspectives pour d’autres, comme le Brésil).
Il existerait aujourd’hui des milliers de plates-formes pétrolières sur la planète (chiffres très variables selon les sources…). Ex dans le golfe du Mexique la plate-forme de Perdido concentre 33 têtes de puits à 2 500 m de fond. L’opération reste complexe et coûteuse. Aujourd’hui on peut aller jusqu’à 3 ou 4 000 m. La technologie fait que ce sont les compagnies privées qui assurent cette exploitation (alors que les compagnies d’État assurent une grande partie de l’exploitation continentale). Exemple : 2011 Rosneft (Russie) et Exxon ont signé un accord de coopération pour exploiter le pétrole russe en Arctique.
C’est aussi dangereux pour l’environnement comme l’a montré la catastrophe de BP dans le golfe du Mexique en 2010 et cela contribue au réchauffement climatique.